# Происшествие с Alraigo
Происшествие с Альрайго произошло 6 июня 1983 года, когда потерявший ориентацию британский истребитель Sea Harrier приземлился на палубу испанского контейнеровоза. 
Пилот, младший лейтенант Ян Уотсон, был младшим пилотом Королевского флота, проводившим свои первые учения НАТО с «HMS Illustrious (R06)», который действовал у берегов Португалии. Уотсон летел ведомым в паре самолетов, которой было поручено обнаружить французский авианосец в боевых условиях, включая радиомолчание и выключенный радар.
После завершения поиска Уотсон попытался вернуться к «Illustrious», но не смог его найти из-за проблем с навигационным и радиооборудованием. Когда запас топлива стал заканчиваться, пилот направился к ближайшему судоходному пути, где он установил визуальный контакт с контейнеровозом «Альрайго» (Alraigo), который доставлял опорную плиту для телескопа Исаака Ньютона в одноимённой группе на Канарских островах.
Первоначально пилот планировал катапультироваться в пределах видимости судна и надеяться на спасение командой. Однако он заметил, что груз контейнеровоза обеспечивает достаточную плоскую поверхность для вертикальной посадки. После приземления истребитель начал скользить вниз по штабелю контейнеров. Уотсон попытался остановить скольжение, подняв шасси истребителя. Однако истребитель продолжал скользить и в конце концов остановился после столкновения с фургоном, припаркованным на палубе.
Четыре дня спустя «Альрайго» прибыл в Санта-Крус-де-Тенерифе с Sea Harrier, все еще опирающимся на контейнер. Событие получило широкое освещение в СМИ. Самолёт подлежал ремонту, экипаж и владельцы корабля получили компенсацию в размере 570 000 фунтов стерлингов.
Последующая комиссия по расследованию обнаружила, что Уотсон прошёл только 75 % обучения до того, как его отправили в море. Правление обвинило Уотсона в неопытности и раскритиковало его командиров за проблемы с радио на его самолете. Уотсон получил выговор и был переведён на офисную работу. В конце концов он вернулся к лётным обязанностям и налетал почти 3000 часов, прежде чем уйти в отставку в 1996 году. 

Sea Harrier ZA176 был преобразован в вариант FA2 в 1992 году и выведен из эксплуатации 20 сентября 2003 года. Самолёт сейчас выставлен в Ньюаркском музее авиации (Newark Air Museum) в Ноттингемшире, Англия, в конфигурации FA2.